# Leggende (album)
Leggende è il quinto album da solista del musicista italiano Alberto Radius, pubblicato dall'etichetta discografica CGD nel 1981.

## Il disco
Le musiche e gli arrangiamenti di tutti i brani sono dello stesso artista, mentre i testi sono firmati da Daniele Pace e Oscar Avogadro.

## Tracce

### Lato A
1. L'alternativa
2. Vento leggero
3. Leggende
4. Gengis Khan
5. Hotel California

### Lato B
1. Barbablù
2. Passare via
3. L'eredità
4. Rose
5. Sul fondo

## Formazione
- Alberto Radius – voce, chitarra, mandolino
- Sante Palumbo – tastiera, pianoforte
- Dino D'Autorio – basso
- Flaviano Cuffari – batteria
- Carlo Pennisi – chitarra
- Andrea Tosi – fisarmonica
- Roberto Colombo – tastiera
- Renè Mantegna – percussioni
- Walter Calloni – batteria
- Sergio Farina – chitarra
- Mark Harris – pianoforte
- Kelvin Bullen – chitarra
- Mario Battaini – fisarmonica
- Pino Nicolosi – tastiera
- Stefano Cerri – basso
- Mauro Spina – batteria
- Alessandro Centofanti – tastiera
- Claudio Pascoli – sassofono tenore
- Lalla Francia, Gabriele Balducci, Paola Orlandi, Mario Balducci, Marco Ferradini, Silvio Pozzoli – cori